# Brunnsvik, Gävle kommun
Brunnsvik är en småort i Valbo socken Gävle kommun i Gävleborgs län belägen vid östra stranden av Storsjön.